# دومینو پیمونتسی
دومینو پیمونتسی (ایتالیایی: Domenico Piemontesi؛ ۱۱ ژانویه ۱۹۰۳ – ۱ ژوئن ۱۹۸۷) دوچرخه‌سوار اهل ایتالیا بود.
وی در مسابقات کشوری و بین‌المللی در مجموع برندهٔ ۱ مدال برنز شده‌است.